# Amado Nervo, Nayarit
Amado Nervo är en ort i Mexiko.   Den ligger i kommunen Acaponeta och delstaten Nayarit, i den centrala delen av landet, 700 km nordväst om huvudstaden Mexico City. Amado Nervo ligger 35 meter över havet och antalet invånare är 114.
Terrängen runt Amado Nervo är platt. Runt Amado Nervo är det ganska glesbefolkat, med 25 invånare per kvadratkilometer. Närmaste större samhälle är Acaponeta, 12,3 km norr om Amado Nervo. Omgivningarna runt Amado Nervo är en mosaik av jordbruksmark och naturlig växtlighet.